# Bergschloss Schöneberg

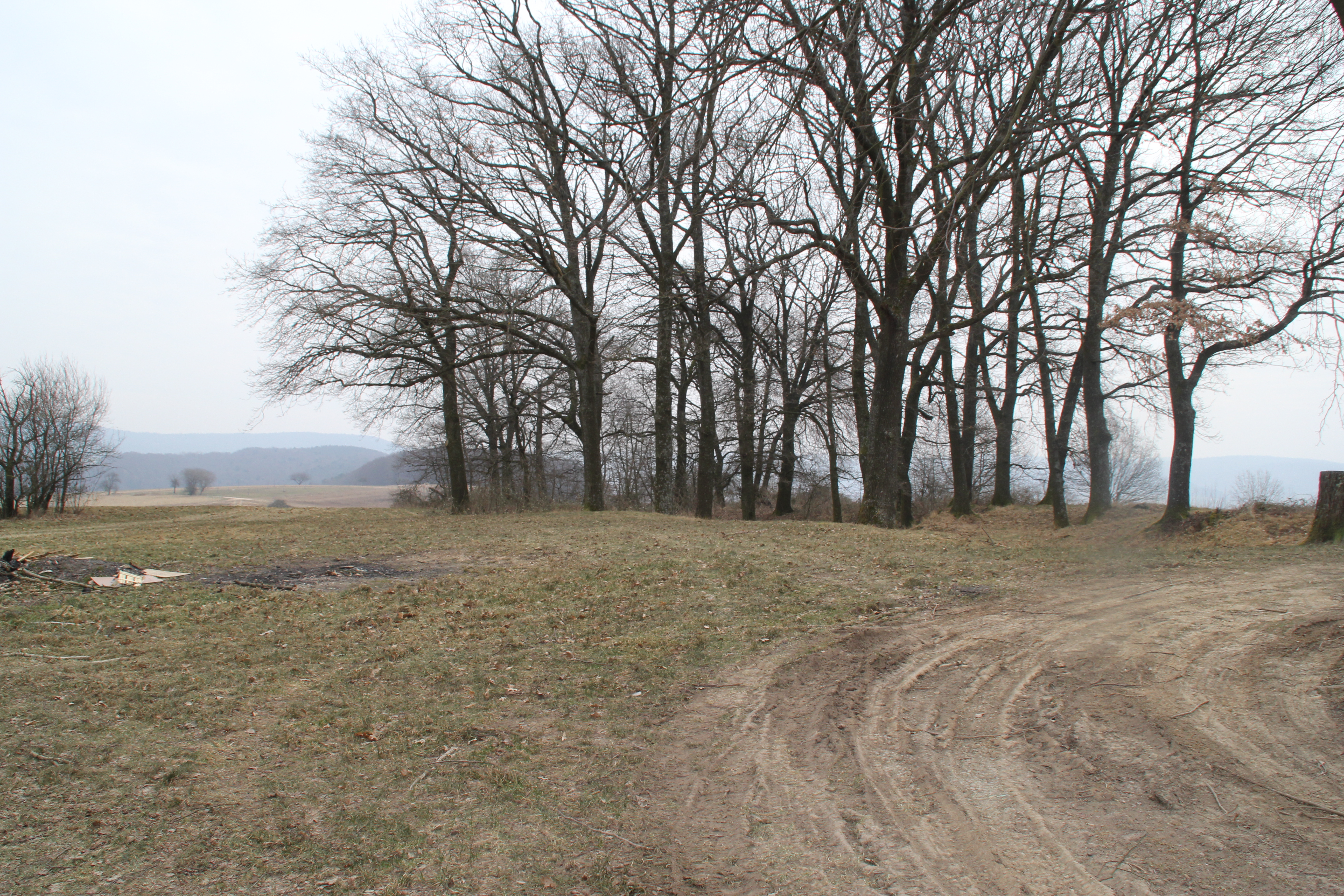
Am ehemaligen Standort des Gerichtes befindet sich heute ein freier Platz

Das Bergschloss Schöneberg war eine Hofanlage der Grafen von Schönborn und Sitz des Patrimonialgerichts Krombach, das  zum 1. Juli 1848 aufgehoben wurde. Von der Anlage ist nichts erhalten.
Das Bergschloss lag auf einer Anhöhe gut einen halben Kilometer nördlich von Oberkrombach auf einer Fläche von etwa 10 Hektar. Darauf befand sich eine Gartenanlage mit etwa 50 Metern im Quadrat, in deren nördlicher Ecke das Schlossgebäude stand. Östlich am Schlossgelände vorbei führte der Hofstaetterpfad.
In der Dokumentation zur Volkszählung von 1875 wird das Bergschloss Schöneberg als zugehörig zum Pfarrdorf Krombach angegeben.